# Рагулін Яків Андрійович
Яків Андрійович Рагулін (1910, село Хахелеве, тепер Солнцевського району Курської області, Російська Федерація — ?) — український радянський діяч, залізничник, машиніст паровозного депо станції Коростень Житомирської області. Депутат Верховної Ради УРСР 2-го скликання.

## Життєпис
Народився у багатодітній родині селянина-бідняка. Працював на залізниці.
До 1941 року — машиніст паровозного депо станції Коростень Житомирської області.
Учасник німецько-радянської війни з жовтня 1941 року. Служив паровозним машиністом 671-го бронепоїзда 1-го окремого дивізіону бронепоїздів бронетанкових і механізованих військ 49-ї армії Західного і 2-го Білоруського фронтів.  Учасник радянсько-японської війни з серпня 1945 року: паровозний машиніст бронепоїзда. Член ВКП(б).
З 1945 року — машиніст паровозного депо станції Коростень Житомирської області. Був одним із кращих машиністів локомотивів Південно-Західної залізниці.

## Звання
- старший сержант

## Нагороди
- медаль «За бойові заслуги» (31.10.1944)
- медалі